# Jubbal (stato)
Lo Stato di Jubbal fu uno stato principesco del subcontinente indiano, con capitale la città di Jubbal.

## Storia
La storia dell'area della città di Jubbal risale al XII secolo, anche se la fondazione vera e propria dello stato avvenne solo nel 1800. Lo stato venne occupato dai nepalesi dal 1803 al 1815 quando questi vennero scacciati dagli inglesi dopo aver perduto la guerra anglo-nepalese. 
Lo stato rimase sotto la sovranità della Corona britannica, pur continuando ad avere regnanti propri, sino al 1947 quando, con l'indipendenza indiana, cessò di esistere come entità indipendente.

### Regnanti
I regnanti dello stato di Jubbal erano:
- - 1803 Purana Chandra (1ª volta)
- 1803 - 1815 occupazione da parte del Nepal
- 1815 - 1832 Purana Chandra (2ª volta)
- 1832 - 1940 occupazione inglese e dissoluzione dello stato
- 1840 Purana Chandra (3ª volta)
- 1840 - 1877 Rubin Kazan Chandra
- 1877 - 1898 Padma Chandra  (n. ... - m. 1898)
- 1898 - 29 aprile 1910 Gyan Chandra  (n. ... - m. 1910)
- 29 aprile 1910 - 1948 Baghat Chandra